# Hawkins
Hawkins je priimek več oseb:
- Edward Brian Barkley Hawkins, britanski general
- George Ledsam Seymor Hawkins, britanski general
- Victor Francis Staples Hawkins, britanski general